# پارک این-چون
پارک این-چون (هانگول: 박인천 هانجا: 朴仁天) (زاده ۵ ژوئیه ۱۹۰۱ - درگذشته ۱۶ ژوئن ۱۹۸۴) کارآفرین کره‌ای بود، که در سال ۱۹۷۰ گروه شرکت‌های کومهو را تأسیس کرد. وی بنیانگذار شمار بسیاری شرکت صنعتی دیگر نیز بود، که شناخته شده‌ترین آن‌ها عبارتند از: کومهو آسیانا گروپ، کومهو تایر و آسیانا ایرلاینز.